# Hemliga Svensson
Hemliga Svensson är en svensk dramafilm från 1933 i regi av Schamyl Bauman.

## Handling
Den lilla staden Västerköping behöver en ny polis, och den ende som sökt sig till jobbet är Fridolf Svensson som får jobbet. Bland hans kollegor finns den store och starke inspektör Göransson. Staden får sedan besök av en tjuv som är specialist på att stjäla från de lokala myndigheterna, och de enda som kan stoppa honom är Svensson och Göransson.

## Om filmen
Filmen premiärvisades 26 december 1933. Den spelades in vid Europa Studio i Sundbyberg med exteriörer från Söderköping, Göta kanal och Stockholm av Ernst Westerberg. Som förlaga har man ett filmuppslag av Theodor Berthels som bearbetades av Åbergsson.

## Rollista (i urval)
- Fridolf Rhudin – Fridolf Johansson, kallar sig Fridolf Svensson, extra konstapel i Västköping, "Hemliga Svensson"
- Weyler Hildebrand – Juliuz Göransson, konstapel
- Edvard Persson – August Olsson, busen
- Dagmar Ebbesen – fru Jansson, städerska på polisstationen
- Rut Holm – Stina Jansson, fru Janssons och August Olssons dotter
- Emy Hagman – Eva Blomgren, revisor vid drätselkammaren
- Ragnar Widestedt – "doktor Levenius", uppbördstjuven
- Hugo Jacobson – Carl Hugo Svensson, Stockholmsbilisten
- Ernst Fastbom – poliskonstapel Nord
- Emil Fjellström – uppbördsmannen
- Lilly Kjellström – pigan med en kalv på vägen
- Alma Bodén – Fridolfs mor
- John Melin – ägaren till Café Tuppen
- Märta Claesson – fru Lindgren, innehavarinna till skönhetsinstitutet Sylfid
- Joel Jansson – herr Lindgren
- Knut Frankman – mannen i uppbördskön med tomma brännvinsflaskor[2]

## Filmmusik (i urval)
- Söderköpingsvalsen, kompositör Erik Baumann, instrumental
- Lördagskvällar, kompositör Erik Baumann, text Gideon Wahlberg, sång Edvard Persson
- Jag vill inte tänka på refrängen, kompositör Sten Axelson, text Nilas, instrumental
- Astri, mi Astri norsk text Hans Hanson efter en dikt av Horatius, sång Edvard Persson